# Jörg Wolfradt
Jörg Wolfradt (* 1960 in Essen) ist ein deutscher Autor von Kinderbüchern, Theaterstücken und Hörspielen.

## Leben
Jörg Wolfradt absolvierte zunächst eine kaufmännische Ausbildung in Köln, studierte in Freiburg und Bielefeld Literaturwissenschaft, Soziologie und Linguistik und promovierte in Bielefeld über Franz Kafka. Bis zum Ende seines Studiums war er Lektor und Gutachter für verschiedene Verlage. Außerdem arbeitete er als Kultur- und Eventmanager für einen Kölner Kunstverein und war Dozent an einer Medienakademie in Düsseldorf im Fach Dramaturgie. Er ist hauptsächlich als freier Autor tätig.
Jörg Wolfradt ist Absolvent der Sommerakademie Babelsberg sowie der Winterakademie Gera im Bereich „Drehbuchschreiben für Kinderfilme“. In den Jahren 2004 und 2005 erhielt er ein Paul-Maar-Stipendium in der Kategorie „Kinder- und Jugendtheater“. Er ist Mitglied im Verband deutscher Schriftsteller und im Vorleseclub der Stiftung Lesen.

## Werke
Zu Jörg Wolfradts Veröffentlichungen zählen Bilderbücher, Kinderbücher, Theaterstücke, Hörspiele und Radioerzählungen für Kinder und Jugendliche.

### Bücher
- Lilli und der Falltag. In: Ohrenbär. Die schönsten Geschichten zum Vorlesen. Hg. von Claudia Müller, Ellermann Verlag, Hamburg 2008, ISBN 978-3770724758
- Mackes Geheimnis. Sauerländer Verlag, 2008, ISBN 978-3-7941-6095-2
- Ein Anton zu viel (zusammen mit Birgit Antoni). Sauerländer Verlag, 2007, ISBN 978-3-7941-6060-0
- Rosas Montag in Köln. Mit Illustrationen von Rüdiger Trebels. Greven Verlag, Köln 2006, ISBN 3-7743-0388-6
- 31:0 Gegen die Bumerang-Gang. In: Planet Fußball. Geschichten rund um die Welt. Loewe Verlag, Bindlach 2006, ISBN 978-3785558270
- Der Roman bin ich. Schreiben und Schrift in Kafkas 'Der Verschollene' . Königshausen & Neumann, 1999, ISBN 978-3826011054 (= Dissertation)

### Theaterstücke
- Das stürmische Mädchen. Theaterverlag Hofmann-Paul, Berlin 2008.
- Drunter & Drüber. Theaterverlag Hofmann-Paul, Berlin 2007
- Ein Anton zuviel. Verlag für Kindertheater, Hamburg 2005.
- Die Tasse auf dem Kopf. Theaterverlag Hofmann-Paul, Berlin 2004.

### Hörspiele
- Lebe mein Leben! Kinderhörspiel. SWR 2009.
- Kaputt ist Kaputt. Radioerzählungen. RBB, WDR, NDR 2007.
- Ein Anton zuviel. Radioerzählung. DLR Berlin 2005/2006.
- USK – Urban Street Kids. Jugendhörspiele, drei Folgen: Die grosse Casting-Affäre, Gefährliche Landung, Unfreundschaftsspiel. Universal 2005 (CD und MC).
- Die Kräuterbande. Radioerzählungen. RBB, WDR, NDR 2004.
- Die Tasse auf dem Kopf. Kinderhörspiel. WDR 2003.
- Von Wunderseifenblasen. Radioerzählungen. RBB, WDR, NDR 2003.
- Jeden Tag was Neues. Radioerzählungen. SFB, WDR, NDR 2002.